# Flabellum (Flabellum) arcuatile
Flabellum (Flabellum) arcuatile is een rifkoralensoort uit de familie van de Flabellidae. De wetenschappelijke naam van de soort is voor het eerst geldig gepubliceerd in 1999 door Cairns.